# Большой Рип
Большой Рип — река в России, протекает по Лузскому району Кировской области. Устье реки находится в 15 км по левому берегу реки Залесская Лала. Длина реки составляет 28 км. В двух километрах от устья принимает справа реку Малый Рип.
Река берёт начало в заболоченном лесном массиве лесу в 8 км к юго-востоку от посёлка Христофорово. В верхнем течении течёт на юго-восток, в низовьях поворачивает на юг. Притоки — Малый Рип, Прудовица (правые); Осевица, Векошница (левые). Река течёт среди холмов Северных Увалов, верхнее и среднее течение походят по ненаселённому лесу, в нижнем течении протекает деревни Гондюхино, Савинская, Пантелеево, Зубарево. Впадает в Залесскую Лалу у деревни Ярцево в 5 км к западу от посёлка Лальск. Ширина реки на всём протяжении не превышает 10 м.

## Данные водного реестра
По данным государственного водного реестра России и геоинформационной системы водохозяйственного районирования территории РФ, подготовленной Федеральным агентством водных ресурсов:
- Бассейновый округ — Двинско-Печорский
- Речной бассейн — Северная Двина
- Речной подбассейн — Малая Северная Двина
- Водохозяйственный участок — Юг
- Код водного объекта — 03020100212103000013195